# Beulah (Wyoming)
Beulah – jednostka osadnicza w Stanach Zjednoczonych, w stanie Wyoming, w hrabstwie Crook.